# Nízká Srbská
Nízká Srbská (německy Nieder Sichel) je vesnice, místní část městyse Machova. Počet obyvatel dosahoval v roce 2001 počtu 339. Území Nízké Srbské na jihu plynule přechází do Machova, značnou část společných hranic vytváří potok Židovka. Severovýchodním směrem Nízká Srbská sousedí s Bělým, na východě pak též s Machovskou Lhotou. Obcí prochází silnice č. III/30317 a III/30315.

## Historie
První zmínka o Nízké Srbské se datuje k roku 1254. Od roku 1954 je součástí Machova. Do té doby byla Nízká Srbská samostatná obec se všemi právy.
| Rok            | 1869 | 1880 | 1890 | 1900 | 1910 | 1921 | 1930 | 1950 | 1961 | 1970 | 1980 | 1991 | 2001 |
| -------------- | ---- | ---- | ---- | ---- | ---- | ---- | ---- | ---- | ---- | ---- | ---- | ---- | ---- |
| Počet obyvatel | 576  | 623  | 591  | 571  | 549  | 505  | 504  | 412  | 368  | 382  | 338  | 331  | 339  |